# Cururu
Der Cururu ist ein brasilianischer Rundtanz und Musikstil, der im Bundesstaat São Paulo und dem Südosten und Mittelwesten Brasiliens verbreitet ist, unter anderem in den Bundesstaaten Minas Gerais, Mato Grosso und Espírito Santo. 
Der Cururu war ursprünglich ein rein ländliches Phänomen, heute ist er aber eher in den Städten als Cururu urbano verbreitet.
Zudem bezeichnet Cururu eine bestimmte Krötenart, die im Pantanal – einem südlich des Amazonas gelegenen Sumpfgebiet Brasiliens – beheimatet ist. Das Wort entstammt vermutlich einer der indigenen Sprachen. 
Eine biologische Kuriosität der Cururus ist die Art der Befruchtung. Während dieser umarmen die Männchen die weiblichen Tiere mit den Vorderfüßen und schlagen mit den Hinterfüßen nach jedem Mitbewerber, der sich nähern will. Diese Umarmung kann lange Zeit dauern, solange, bis das Weibchen die Eier an einer ruhigen Stelle im Wasser abgelegt hat und das Männchen sie mit dem darüber ausgeschütteten Sperma befruchtet.